# Высокородная судомойка
«Высокородная судомойка» (исп. La ilustre fregona) — новелла испанского писателя Мигеля де Сервантеса, опубликованная в 1613 году в составе сборника «Назидательные новеллы». В ней переплетаются две сюжетных линии, одна в духе плутовского романа, другая — в духе произведений о платонической любви.
Схожий сюжет Сервантес использовал в комедии «Путаница» и интермедии «Бдительный страж». Лопе де Вега позаимствовал этот сюжет для комедии «Высокородная судомойка и заправский ухажёр», использовал сходные мотивы в комедиях «Столичный трактир» и «Ночь в Толедо».